# Jean-Pierre Maluquer
Pour les articles homonymes, voir Maluquer.
Jean-Pierre Maluquer est un homme politique français né le 24 mars 1755 à Pau (Pyrénées-Atlantiques) et décédé à une date inconnue.

## Biographie
Militaire de carrière, il est capitaine puis chef d'escadron de gendarmerie. Il est élu député des Basses-Pyrénées au Conseil des Cinq-Cents le 24 germinal an IV et y siège jusqu'en l'an VIII.